# 스카이 앙코르 항공
스카이 앙코르 항공(영어: Sky Angkor Airlines)은 2014년 12월 기존 스카이 윙스 아시아 항공(영어: Skywings Asia Airlines)에서 회사명을 변경 하였다. 스카이 앙코르 항공은 캄보디아의 항공사로 2010년 설립되어 본사는 캄보디아 프놈펜에 있으며 운항사무실은 캄보디아 씨엠립에 있다. 대한민국 지사의 경우 대한민국 서울특별시 중구 무교동에 두고 있다. 허브 공항은 씨엠립 국제공항에 있다.

## 역사
- 2010년 12월 : 스카이 윙스 아시아 항공 설립
- 2011년 4월 : 외국인 국제 운송사업 허가 승인
- 2011년 6월 13일 : 첫 취항[2] 및 신규 사원 채용[3]
- 2011년 7월 : 전세기 첫 취항
- 2011년 11월 : 인천국제공항 및 김해국제공항 취항[4]
- 2014년 12월 : 현재의 사명(Sky Angkor Airlines)으로 변경[5][6][7]

## 보유 기종
- 2023년 3월 기준으로 스카이 앙코르 항공은 다음과 같이 보유하고 있다.

### 퇴역 기종
- 맥도널 더글러스 MD-83 (2011-2014)